# Santok
Santok is een dorp in het Poolse woiwodschap Lubusz, in het district Gorzowski. De plaats maakt deel uit van de gemeente Santok en telt 780 inwoners.

## Verkeer en vervoer
- Station Santok